# Marie Collier
Marie Elizabeth Collier (Ballarat, 16 aprile 1927 – Londra, 8 dicembre 1971) è stata un soprano australiano.

## Biografia
Figlia di Thomas Robinson Collier e Annie Marie Bechaz, Marie Collier nacque a Ballarat nel 1927. Si avvicinò alla musica come pianista, ma dopo un infortunio al polso decise invece di dedicarsi al canto lirico. Ottenne un primo successo nel marzo 1952 come Santuzza in Cavalleria rusticana a Melbourne, mentre nella stagione successiva interpretò Madga Sorel ne Il console a Melbourne, Sydney e nel resto dell'Australia per settantacinque rappresentazioni.
Nel 1955 si trasferì a Milano per perfezionare gli studi canori con Ugo Bonaventura-Giusti. Qui fu notata da Lord Harewood, che la scritturò alla Royal Opera House, ove esordì nel 1956 nel ruolo della Prima Dama ne Il flauto magico. Nel 1962 fu Ecuba nella prima mondiale di King Priam a Coventry, mentre nel 1963 fu Katerina nella prima europea di Lady Macbeth del Distretto di Mcensk al Covent Garden. Il suo repertorio alla Royal Opera House annoverava anche i ruoli di Musetta ne La bohème, Giulietta ne I racconti di Hoffmann, Liù in Turandot, Marie in Wozzeck, Elisabetta de Valois in Don Carlo, Nedda in Pagliacci, Giorgietta ne Il tabarro, Flora ne La traviata, Jenůfa e Cio-Cio-San in Madama Butterfly. Ottenne uno dei maggiori successi della sua carriera nel 1965 quando rimpiazzò Maria Callas in tre delle quattro rappresentazioni previste come Floria Tosca nell'allestimento di Franco Zeffirelli al Covent Garden.
Nel 1966 incise il ruolo di Crisotemi nell'Elettra, diretta da Georg Solti e con Birgit Nilsson nel ruolo dell'eponima protagonista. Nel 1967 fu Christine nella prima de Il lutto si addice ad Elettra al Metropolitan Opera House, dove tornò a cantare anche come Santuzza e Musetta; cantò anche con la compagnia del Met a Cleveland, nel ruolo di Tosca. Nel 1968 tornò nella natia Australia per apparire nella prima opera lirica trasmessa in televisione in Oceania, un allestimento della Tosca dall'Adelaide Festival in cui cantava accanto allo Scarpia di Tito Gobbi.
Sposata con Victor Benjamin Vorwerg dal 1952, ebbe una figlia e tre figli. Morì improvvisamente a Londra nel dicembre 1971 in seguito alla caduta da una finestra.

## Discografia parziale
- 1967 - Elektra - Birgit Nilsson, Regina Resnik, Tom Krause, Marie Collier; dir. Georg Solti. Decca Records.